# Ocquerre
Ocquerre település Franciaországban, Seine-et-Marne megyében. Lakosainak száma 376 fő (2022. január 1.). Ocquerre Cocherel, Crouy-sur-Ourcq, Lizy-sur-Ourcq, Mary-sur-Marne, May-en-Multien, Tancrou és Vendrest községekkel határos.

## Népesség
A település népességének változása:
| Lakosok száma | 445  | 450  | 465  | 429  | 410  | 392  | 386  | 378  | 376  |
|               | 2013 | 2015 | 2016 | 2017 | 2018 | 2019 | 2020 | 2021 | 2022 |